# HMS Aboukir (1900)
HMS Aboukir byl britský pancéřový křižník třídy Cressy o výtlaku 12 000 tun. Sdružené parní stroje s trojčitou expanzí a dva lodní šrouby mu dodávaly nejvyšší rychlost 21 uzlů (39 km/h). Nesl dvě děla ráže 9,2 palce a 12 děl ráže 6 palců. Postaven byl v loděnici Fairfield Shipbuilding & Engineering Co Ltd. ve skotském městě Govan. Aboukir měl sesterské lodě HMS Bacchante, HMS Euryalus, HMS Hogue a HMS Cressy a byl to první křižník postavený od roku 1886 s pancéřováním trupu ke zlepšení ochrany před většími a dokonalejšími děly z konce 19. století.
Lodě třídy Cressy se svojí konstrukcí z konce 19. století před první světovou válkou rychle zastaraly. Během vypuknutí války byla většina těchto lodí v záloze. Aboukir byla jedna ze čtyř lodí, které tvořily přední eskadru sedmi křižníků admirála Henryho H. Campbella. Kvůli svému stáří dostaly tyto lodě název "Eskadra živých návnad" (anglicky Live Bait Squadron). Aboukir, Cressy a Hogue byly potopeny 22. září 1914 během své hlídkové plavby v jižní části Severního moře německou ponorkou U-9. Ztráty na životech byly vysoké, z posádky Aboukiru zahynulo 527 mužů.